# جون أ. هوستتلر
جون أ. هوستتلر (بالإنجليزية: John A. Hostetler)‏ هو عالم اجتماع وكاتب أمريكي، ولد في 29 أكتوبر 1918، وتوفي في 2001.